# Tacina
A Tacina egy folyó Olaszország Calabria régiójában. A Calabriai-Appenninekből ered, átszeli Catanzaro megyét és a Squillacei-öbölbe ömlik. Mellékfolyói a Sant’Antonio és Soleo.